# Бахамски долар
Вижте пояснителната страница за други значения на долар.
Бахамският долар (на английски: Bahamian dollar) е официалното разплащателно средство и парична единица в Бахамите. Въведена е през 1966 г. и се дели на 100 цента.

## История
Бахамският долар заменя бахамския паунд, който е равен на британския паунд, разделен на 20 шилинга или 240 пенса, в съотношение 1 долар = 7 шилинга през 1966 г. По същото време е направен преход към десетичната система – бахамският долар започва да се равнява на 100 цента. С прехода към нова валута са въведени тридоларови банкноти и монети от петнадесет цента, тъй като три долара са приблизително равни на един паунд, а петнадесет цента – на 1 шилинг, което е било удобно по времето на преходния период. На 2 февруари 1970 г. обменният курс на бахамския долар е фиксиран към щатския долар, след което от декември 1971 г. в резултат на обезценяването на американската валута 1 бахамски долар става равен на 1,031 щатски долара, но от 15 февруари 1973 г. бахамската валута става отново обвързана с щатския долар.

## Монети и банкноти

### Монети
През 1966 г. са въведени монети от 1, 5, 10, 15, 25, 50 цента и 1 долар. 1 цент е направен от никел-месингова сплав, а 5, 10 и 15 цента от мелхиор, 25 цента от никел и 50 цента и 1 долар от сребро. 10-те цента са с форма на мида, а 15-те цента – квадратни. Сребърни монети не са издавани след 1966 г. Бронзовият цент заменя никел-месинговия 1 цент през 1970 г., който става месингов през 1974 г. От 1989 г. не са пускани в обращение медно-никелови монети от 50 цента, 1 и 2 долара. Те се продават само като нумизматични сувенири в много ограничено издание.
Монетите в номинали от 1, 5 и 25 цента са с приблизително същия размер като американските им еквиваленти, но с различен метален състав. Монетата от 15 цента все още се издава от Централната банка, но не се използва често. Всички монети имат надпис „Commonwealth of the Bahamas“ на лицевата страна и годината им на издаване. Монетата от 1 цент изобразява морска звезда, 5 цента – ананас, 10 цента – две албули, 15 цента – хибискус, 25 цента – национален шлюп.

### Банкноти
През 1966 г. правителството въвежда банкноти от 1, 3, 5, 10, 20, 50 и 100 долара. Паричният орган на Бахамските острови поема издаването на хартиени пари през 1968 г., като издава същите номинали. Централната банка на Бахамските острови е създадена на 1 юни 1974 г. и поема издаването на банкноти оттогава нататък. Първото издаване на банкноти не включва банкнотите от ½ и от 3 долара, но те са въведени отново през 1984 г. Доларът претърпява няколко ревизии през последните двадесет години, като една от най-забележителните е изключително колоритен редизайн в чест на петгодишнината от кацането на Христофор Колумб на Бахамските острови, наречен от него Сан Салвадор. Емитират се банкноти от ½, 1, 5, 10, 20 и 50 долара.

## Валутен курс
Бахамският долар е обвързан с щатския долар в съотношение 1:1. Валутният курс на Централната банка на Бахамите се основава на паричната политика, която има за цел да поддържа стабилни условия, включително кредитни. Щатският долар се приема от много бахамски фирми, които обслужват туристи. Тази мярка е въведена наред с други неща, които са въведени за удобство на чуждестранните туристи.